# 仁青东珠
仁青东珠（藏語：རིན་ཆེན་དོན་གྲུབ་，威利转写：rin chen don grub；1967年3月—），甘肃夏河人，藏族，中国共产党党员。中华人民共和国政治人物、第十三届全国人民代表大会甘肃省代表。

## 生平
2018年2月24日，仁青东珠被选为甘肃省出席第十三届全国人民代表大会代表。